# مک رابینسون (ورزشکار)
مک رابینسون (انگلیسی: Mack Robinson؛ ۱۸ ژوئیه ۱۹۱۴ – ۱۲ مارس ۲۰۰۰) ورزشکار دو و میدانی اهل ایالات متحده آمریکا بود.
وی در مسابقات کشوری و بین‌المللی در مجموع برندهٔ ۱ مدال نقره شده‌است.